# Пистолет-пулемёт Дегтярёва (1929)
Пистолет-пулемёт, созданный В. А. Дегтярёвым в 1929 году на основе конструкции его же пулемёта ДП. Имел полусвободный затвор с расходящимися в стороны боевыми упорами, очень схожее с ДП устройство ствольной коробки и дискового магазина. Серийно не производился. 

## История создания
27 октября 1925 года Комиссия по вооружению Красной армии было отмечено:
«…считать необходимым младший и средний комсостав перевооружить автоматическим пистолетом-пулеметом, оставив Наган на вооружении старшего и высшего командного состава».
28 декабря 1926 года Артиллерийский комитет Артиллерийского управления Красной армии утвердил технические условия на изготовление пистолетов-пулеметов.
Первым из них был созданный в 1927 году «лёгкий карабин» конструктора Тульского оружейного завода Ф. В. Токарева под патрон от «Нагана» с обжатым дульцем гильзы. Однако он оказался неудачным, главным образом — именно из-за использования этого мало подходящего для автоматического оружия патрона с закраиной.
Как результат неудачного опыта с нагановским патроном, 7 июля 1928 года Артиллерийский комитет предложил использовать для пистолетов и пистолетов-пулеметов 7,63-мм патрон «Маузер», использовавшийся в популярном в СССР пистолете Маузер К-96 и планировавшийся в то время к постановке на вооружение.
В Отчетном докладе Реввоенсовета СССР от декабря 1929 года было указано, что:
 «Принятая система пехотного вооружения РККА предусматривает в недалеком будущем введение на вооружение полуавтоматической самозарядной винтовки… самозарядного пистолета… пистолета-пулемета как мощного автоматического оружия ближнего боя (имеются образцы, магазин на 20-25 патронов, дальность — 400—500 метров)».
В июне-июле 1930 года по распоряжению заместителя наркома по военным и морским делам И. П. Уборевича комиссия во главе с начдивом В. Ф. Грушецким проводила на Научно-испытательном оружейном полигоне испытания самозарядных пистолетов и опытных пистолетов-пулеметов под новые патроны, в том числе — и пистолета-пулемёта В. А. Дегтярева, возглавлявшего в то время проектно-конструкторское бюро Ковровского завода № 2, а также иных отечественных и иностранных систем.
Результаты испытаний первых отечественных пистолетов-пулеметов оказались в целом неудовлетворительными, в том числе — и ПП Дегтярёва, который был признан в целом неудачным, а в частности — излишне сложным в производстве. На вооружение ни один из представленных на Конкурс 1930 года образцов принят не был.

## Конструкция и принцип действия
Опытный пистолет-пулемёт Дегтярёва использовал для работы автоматики энергию отдачи затвора. Его отход назад замедлялся за счёт перераспределения энергии отдачи между двумя его частями. Передняя часть затвора, непосредственно подпирающая казённый срез ствола, имела два расходящихся в стороны боевых упора в виде рычагов по бокам. Когда затвор приходил в крайне переднее положение и упирался в казённый срез, затворная рама продолжала движение по инерции и под воздействием возвратно-боевой пружины, при этом коническая поверхность выполненного зацело с ней ударника раздвигала эти боевые упоры, и они входили в специальные вырезы по бокам ствольной коробки. При выстреле скошенные опорные поверхности боевых упоров и вырезов ствольной коробки взаимодействовали друг с другом, и боевые упоры начинали сходиться, при этом «выдавливая» расположенный между ними ударник, ускоряя этим отход затворной рамы и одновременно замедляя отход передней части затвора; после полного «выдавливания» ударника, затвор самоотпирается и далее отходит назад вместе с затворной рамой свободно. Эта конструкция очень напоминает намного позднее использованный в пистолете-пулемёте HK MP5 механизм с роликовым торможением отхода затвора, только вместо роликов используются боевые упоры.
Ещё одна характерная деталь этого оружия — расположенный сверху плашмя дисковый магазин с радиальным расположением патронов. Сегодня такое его размещение кажется необычным, но оно имело свои преимущества: при ведении огня из окопа, из-за укрытия или из положения лёжа оно позволяло существенно понизить линию прицеливания, тем самым снижая вероятность поражения укрывшегося стрелка ответным огнём за счёт уменьшения его профиля. Верхнее расположение магазина впоследствии было принято на многих пулемётах, включая дегтярёвский же ДП, более раннем итальянском ПП Beretta M1918 и более поздних австралийских Owen и F1, последний был снят с вооружения только в начале 1990-х годов. Причём последние три упомянутых образца имели длинные коробчатые магазины, которые мешали прицеливанию из-за большого габарита по высоте, в чём от них выгодно отличался образец, разработанный Дегтярёвым. Правда, ёмкость этого магазина была достаточно невелика (44 патрона), и в данном случае, вкупе со сравнительно сложной конструкцией, едва ли компенсировала связанные с таким необычным его расположением недостатки.
Другие особенности данного образца — массивная фрезерованная ствольная коробка, по форме похожая на соответствующую деталь ДП; ствол с поперечными рёбрами охлаждения, полностью закрытый перфорированным кожухом, снизу которого крепилась передняя рукоятка для облегчения перевода огня в горизонтальный плоскости; расположенные над спусковой скобой флажкового типа переводчик видов огня (справа) и предохранитель (слева); рамочный прицел, проградуированный до 200 м.
В целом и общем, первый пистолет-пулемёт Дегтярёва оказался неудачным. Идея унификации конструкции ПП с ручным пулемётом себя ни в коей мере не оправдала, поэтому в дальнейшем он отказался от неё и новые конструкции создавал уже «с нуля». В 1931 году появился следующий вариант ПП Дегтярёва, тоже с полусвободным затвором, но другого типа — замедление отхода затвора назад достигалось не перераспределением энергии между двумя его частями, а за счёт повышенного трения, возникающего между взводной рукоятью затвора и скосом в передней части выреза под неё в ствольной коробке, в который рукоять попадала после прихода затвора в крайне переднее положение, при этом сам затвор поворачивался вправо на небольшой угол. Этот образец имел ствольную коробку круглого сечения, более технологичную, и почти полностью закрытый деревянными накладками (вместо кожуха) ствол. Наконец, в 1932 году появился ещё более упрощённый вариант, на этот раз получивший свободный затвор. В 1934 году, после окончания доводки, он был принят на вооружение РККА под обозначением ППД-34.